# Westerngrund
Westerngrund là một xã nằm ở huyện Aschaffenburg thuộc vùng hành chính Unterfranken, bang Bayern, Đức.